# 升C小调圆舞曲Op. 64, No. 2 (肖邦)
升C小调圆舞曲（法語：La Valse en do dièse mineur）是肖邦的作品64的第二首曲子，与小狗圆舞曲（Op. 64, No. 1）相伴。此曲创作于1847年。肖邦将这首圆舞曲献给纳撒尼尔·德·罗斯柴尔德夫人。 
它由三个主题组成：
- 主题A tempo giusto 散步感觉的和弦；
- 主题B più mosso（更快） — 主旋律用流动的八分音符，配上左手的和音。
- 主题C più lento（更慢） — 转为与C♯小调異名同音的降D大调。在整体上节奏较慢之外，旋律除少部分八分音符装饰外，全部都是四分音符，让重述主题B前的此节有了间奏的水准。

此曲的整体结构是A B C B A B。其管弦乐版本为芭蕾舞曲《仙女们》的一部分。